# Felixkirk
Felixkirk – wieś w Anglii, w hrabstwie North Yorkshire, w dystrykcie (unitary authority) North Yorkshire. Leży 36 km na północ od miasta York i 315 km na północ od Londynu.